# A&G GIRLS BEAT♪ Queenty
『A&G GIRLS BEAT♪ Queenty』(エーアンドジー ガールズ ビート クイーンティ)は、超!A&G+で、2016年4月9日から2017年9月25日まで放送していた簡易動画付きインターネットラジオ番組である。

## 概要
- 毎週土曜日と日曜日の朝に、新人女性声優5人がパーソナリティが送る簡易映像付きラジオ番組。超A&G+の午前の時間帯でリピート放送以外の番組を放送するのは異例である。（2011年の1月 - 4月に放送された「Lady Go!!サンデー」以来）
- 2010年10月まで放送された「Voice of A&G Digital 超ラジ!Girls」と、2015年10月まで放送された「A&G NEXT GENERATION Lady Go!!」を担当してきた高橋和也プロデューサーが、「今村彩夏 STAY GOLD」にゲスト出演した際に番組構想を発表し、2016年3月21日に超A&G+の公式サイトで発表された。高橋が担当した前2番組や「Lady Go!!」の後継番組として同時期に放送中の「A&G NEXT BREAKS FIVE STARS」とは放送形態は異なるが同系統の番組である。

- 番組タイトルは、楽器演奏における5重奏（クインテット）と、声優界の女王的存在となることを願い高橋が命名した造語である[1]。

- 2016年5月10日には公式Twitterが開設された[2]。

### 放送日時
超A&G+
- 2016年4月9日 - 2017年4月2日

毎週土曜日・日曜日 10:00 - 11:00（収録放送）
- 2017年4月3日 - 9月25日

毎週月曜日 17:30-18:00
毎週火曜日 14:00-14:30（再放送）
ニコニコ動画
- 2017年4月4日 - 9月26日

毎週火曜日 1週間無料アーカイブ配信（有料会員は1週間後も視聴可能）
有料会員は同時配信の 会員限定放送を視聴可能

### パーソナリティ
- 今村彩夏 （WITH LINE所属）
- 夏野菜緒 （アズリードカンパニー所属）
- 鈴木愛奈 （IAMエージェンシー所属）
- 佐藤実季 （IAMエージェンシー所属）
- 渡辺はるか （WITH LINE準所属）

## 放送形式

### 土日時代
土曜日をサタデーセッション、日曜日をサンデーセッションと呼び、一曜日60分の番組の中に、ステージと呼ばれる箱番組が二つ入っている構成で、二曜日合計四つのステージがプログラムされている。ステージがない時間は、ヘッドライナーと呼ばれる週替わりパーソナリティが進行を務める（この間は静止画）。ラジオリーダーである今村彩夏のみ固定されたステージは存在せず、他の4人がヘッドライナーを担当しているときに空いたステージで今村のステージを行う。ヘッドライナーの持ち回りは、今村→夏野→鈴木→佐藤→渡辺の順で週替わりで担当する。
特別編成
- 2016年6月25・26日：初の生放送

土曜日は今村・鈴木、日曜日は夏野・佐藤・渡辺の組み合わせで担当した。
- 2016年8月26・27日：「浴衣ステージ」 - 22日の公開収録で実施予定だった企画をスタジオ収録した模様を放送

土曜日は夏野・渡辺・今村によるステージ、日曜日は鈴木・佐藤によるステージと5人による特別企画「Extraステージ」を放送した。
- 2016年9月24・25日：「Queenty 公開録音」 - 19日に文化放送サテライトプラスで開催された、公開収録の模様を放送。

土曜日は夏野・今村・佐藤によるステージ、日曜日は渡辺・鈴木によるステージと5人による特別企画「Extraステージ」を放送した。
- 2016年12月31日・2017年1月1日：年末年始特別編成。

パーソナリティが駅伝形式でステージをつなぐ、「駅伝ステージ」と「浴衣ステージ（Extraステージ）」「Queenty A&Gオールスター ロビーステージ」の完全版を放送。
- 2017年4月1日・2日：土日放送最終回

パーソナリティがリレー形式でステージをつないで各ステージを振り返る「リレーステージ」と「放送50回記念 お答えストラックアウト」の罰ゲーム企画を放送。
タイムテーブル
ラジオリーダー・今村がヘッドライナーを務める際の基本タイムテーブル。
今村以外のメンバーがヘッドライナーを務める場合、空いたステージで「今村彩夏のQueenty」を放送する。
- 10:00 オープニング
- 10:05 
  - 土：ステージA「夏野菜緒のQueenty」
  - 日：ステージC「佐藤実季のQueenty」

- 10:25 クエスチョン&レスポンス、ヘッドライナーの選ぶ1曲
- 10:35 
  - 土：ステージB「鈴木愛奈のQueenty」
  - 日：ステージD「渡辺はるかのQueenty」

- 10:55 エンディング

### 月曜夕方時代
編成上の事情から2017年4月3日より月曜17時30分 - 18時へ移動するもリスナーが聴きやすい時間の放送ではなく真裏はテレビやラジオもワイド番組を編成している時間帯で土・日曜時代はかろうじて聴取できていた実況リスナー民も日照時間が長くなり番組を見聞きする習慣を忘れてしまい、唯一のリピートも火曜日の14時 - 14時30分では主力リスナー層が学生の場合は学校で午後の授業中、会社員の場合は昼休み明けの勤務中と重なり、まともに聴くことができなくなっていった。
移動初回の4月3日分は5人全員がトーストを食べるというオープニングで番組は始まり、番組リニューアルに伴い今後の番組や新コーナーをどうするのかなどを話す内容で30分の特別編成だった。
リニューアル2回目以降も基本5人全員での番組収録を基本にしていたが、5月のある放送分より鈴木が「ラブライブ!サンシャイン!!」およびその声優ユニットであるAqoursの方で忙しくなっていき、番組収録に参加できなくなり毎回別日別撮りで参加になってしまい、5人の連携に隙間風が吹くようになった。
土日時代から引き継いだ各コーナーは本編ではなく有料チャンネル会員向け（放送当時で税込月額520円）で継続するもアクセス数が伸び悩んだ。
それでも7月に番組イベントを行なうもそれ以降の番組収録は鈴木を除く4人で収録がさらに増え、鈴木の別撮りが1か月分まとめ撮りだめするケースも多くなってしまう。
そんな状況から9月18日放送分のエンディングで翌週をもって終了することを発表。終了を聞いた瞬間、鈴木を除く4人が涙を流した。
番組終了後5人全員が集まることもなく今に至っている。一方、番組プロデューサーであった高橋は後輩プロデューサーに対して既存の新人女性声優帯ワイドのテコ入れにメスを入れることとなる。その一方で高橋は『A&Gリクエストアワー 阿澄佳奈のキミまち!』（2017年4月より放送）のPRに専念していく。

## コーナー
5人全員に専用のアドレスが用意されており、メールはヘッドライナーを務めるメンバーのアドレスに送るようになっている。
ふつおた
リスナーから届いたメールを紹介する。

Girls gift number/ヘッドライナーの選ぶ1曲
パーソナリティが選んだ1曲を紹介する。
ヘッドライナーはステージB/D前に紹介し、各ステージではエンディング・テーマとして紹介する。

### ステージ内のコーナー

#### 今村彩夏
みんなで妄チュー
リスナーから募集した設定で5人がエチュードを行うコーナー。

#### 夏野菜緒
おしえて夏野ママ
子供になりきったリスナーの無邪気な質問・疑問に夏野が答えるコーナー。

#### 鈴木愛奈
鈴木愛奈のフレンドリーパーク
鈴木とメンバーが仲良くなるために様々なゲームをして交流を深めるコーナー。

#### 佐藤実季
Queentyマジリレー
チームワークを学ぶため、5人がリレー競技に挑戦するコーナー。

#### 渡辺はるか
ウルトラQ
この先、様々な場面で必要となるであろう知識を募集し、クイズ形式で学ぶコーナー。

### 終了したコーナー
クエスチョン&レスポンス
毎週リスナーに対して事前アンケートを投げかけ、意見を募る。
セッション・テーマ
各ステージの冒頭で、ヘッドライナーからの質問に答える。

#### 今村彩夏
今村彩夏のツッコミ物語
変哲のない文章に、リスナーがボケたメールを送り、それに対して今村が突っ込んでいくコーナー。
妄想エチュード
「いつ、どこで、誰が、何をしている」といったシチュエーションを募集し、今村の妄想を捗らせるコーナー。
今村アナライズ
今村が様々なレースの結果を予想するコーナー。レースの勝敗はリスナーのメールの投票結果に委ねられる。
今村さんは方言女子
今村に関西弁で言ってほしい言葉を募集するコーナー。

#### 夏野菜緒
夏野菜緒は笑わない！
お題の効果音に続く面白いセリフを送ってもらうコーナー。
夏野が解決、お悩みリズム天国
夏野がランダムに流れるBGMに乗せてリスナーのお悩みに答えるコーナー。
奈緒の世直し！
世の中の理不尽や悪を、夏野が成敗するコーナー。
違いの分かる女、夏野菜緒
毎回、ある食べ物を食べ比べた後、その食べ物の利き当てを行い、ランクアップを目指すコーナー。

#### 鈴木愛奈
鈴木愛奈がお知らせします
鈴木にお知らせしてほしいことを送るコーナー。お知らせする内容は、鈴木があらかじめ定めた鼻歌のフレーズに乗せて伝えられる。
鈴木愛奈の新・都市伝説
都市伝説について新たな伝説を募集するコーナー。伝説については本当に出回っているものでもネタでも問題ない。
朝のチャレンジ占い
リスナーのお悩みを、毎回異なるチャレンジで占うコーナー。
全力レンタルギャグ
鈴木が好きな他人のギャグをマネし、披露するコーナー。
ステージ最後のあいさつ
鈴木のステージに限り、最後のあいさつは、リスナーからの案を週変わりで採用している。

#### 佐藤実季
実季のイエスタデイ・カウンセリング
佐藤がリスナーの過去の失敗談や心残りについてアドバイスを与えるコーナー。
朝のちょい足し小説
出題されたお話の続きをリスナーが考えるコーナー。
あなたの味方!みきてぃ&マイノリティ
少数派だと思うことを募集し、佐藤が弁護士になりきって、それを擁護するコーナー。
にゃんにゃんグッドモーニング
佐藤と猫のみたらしに対する質問や疑問を募集するコーナー。コーナー中は朝に放送しているテレビ番組風で進行していく。
アクションクイズ　ピース・オブ・ケイク
佐藤にやってほしいジェスチャーを募集するコーナー。寄せられたジェスチャーをクイズ形式で発表する。

#### 渡辺はるか
こんな時丁度使えるジャス学
リスナーから「○○な時にジャストで使える雑学」いわゆる「ジャス学」を募集するコーナー。
サイレントレポート24時
渡辺の目の前で起きることを募集し、それを冷静さを保ちながらレポートしていくコーナー。
イマジネーションハイスクール
シチュエーションに対する適切な応答をリスナーから募集するコーナー。
ブレインマスターはるか
すごろくのマス目で挑戦するクイズを募集するコーナー。
カフェの神対応バイト女子、はるかちゃん
リスナーに対するたわいもない質問に、渡辺が神対応をしていくコーナー。

## イベント
AnimeJapan2016 Queenty 名刺お渡し会
2016年3月26日 場所：東京ビッグサイト
ちかQ Queenty 名刺販売お渡し会
2016年5月16日 - 5月20日場所：文化放送 ちかQ
A&G GIRLS BEAT♪ Queenty 公開収録
2016年9月19日 場所：文化放送 サテライトプラス
Queenty A&Gオールスター ロビーステージ
2016年10月23日 場所：パシフィコ横浜 国立大ホール ロビーステージ
Queenty PARTY!
2017年7月8日 場所：文化放送メディアプラスホール